# Liste der Mitglieder des Réseau Alibi
Diese Liste ist eine Aufstellung der Mitglieder des Réseau Alibi. Das Réseau Alibi (1940 bis 1944) war ein Geheimdienstnetzwerk des französischen Innenwiderstands, das in ganz Frankreich aktiv war. Es wurde von Georges Charaudeau gegründet und umfasste ca. 450 Agenten, die in 20 Gruppen und Teil- bzw. Subnetzwerken Widerstand leisteten. Alibi übermittelte seine Informationen an den britischen Geheimdienst. Diese Tabelle erhebt keinen Anspruch auf Vollständigkeit.
| Name                                        | Ref.          | Geburtsjahr/-ort                                           | Sterbejahr/-ort Todesursache               | Beruf                                            | Anmerkungen                                                                        | Foto |
| ------------------------------------------- | ------------- | ---------------------------------------------------------- | ------------------------------------------ | ------------------------------------------------ | ---------------------------------------------------------------------------------- | ---- |
| Louis Antoine                               | [ 1 ]         | 1918 in Canet (Canet-en-Roussillon?) (Pyrénées-Orientales) | 1944 in Bédarieux (Hérault), Kriegstod     | Polizeibrigadier                                 | Réseau Alibi Jean de Vienne                                                        |      |
| Abel Béraet                                 | [ 2 ] [ 3 ]   | 1906 in Calais (Pas-de-Calais)                             | 1944 im Fort de Bondues (Nord), erschossen |                                                  | Réseau Alibi Jean de Vienne                                                        |      |
| Henri Béraet                                | [ 4 ] [ 3 ]   | 1895 in Calais (Pas-de-Calais)                             | 1943 im Fort de Bondues (Nord), erschossen | Elektriker                                       | Réseau Alibi Jean de Vienne und Réseau Alliance                                    |      |
| Jeanne Béraet                               | [ 3 ]         | 1900 in Monceau-les-Leups (Aisne)                          | 1985 in Calais                             |                                                  | Réseau Alibi Jean de Vienne                                                        |      |
| Edward Bown                                 | [ 5 ]         | 1898 in Guînes (Pas-de-Calais)                             | 1944 im Fort de Bondues (Nord), erschossen | Händler von landwirtschaftlichen Produkten       | Réseau Alibi Jean de Vienne                                                        |      |
| Georges Charaudeau                          |               | 1908 in Châtellerault                                      | 1990 in Pau                                | Journalist, Geschäftsmann                        | Gründer                                                                            |      |
| Fernand Charbonnier                         | [ 6 ]         | 1912 in Valenciennes (Nord)                                | 1944 im Fort de Bondues (Nord), erschossen | Technischer Assistent                            | Réseau Alibi Jean de Vienne                                                        |      |
| Guy Chatillon (checken)                     |               |                                                            |                                            |                                                  |                                                                                    |      |
| Paul Cousseran                              |               | 1922 in Uzerche                                            | 2000 in Neuilly-sur-Seine                  | Beamter, Diplomat                                | Réseau Alibi, Combat                                                               |      |
| Pierre Delva                                | [ 7 ]         | 1903 in Watten (Pas-de-Calais)                             | 1943 im Fort de Bondues (Nord), erschossen | Büroangestellter                                 | Mitglied der Netzwerke Alibi Jean de Vienne und Pat O’Leary                        |      |
| Robert Stéphane Étienne                     | [ 8 ]         | 1896 in Raincy (Seine-et-Oise, Seine-Saint-Denis)          | 1942 Mont-Valérien                         | Luftfahrtingenieur                               | (Phill)                                                                            |      |
| Fernand Eugéne Fenzi (Fernand Eugéne Fenzy) | [ 9 ]         | 1901 in Valenciennes (Nord)                                | 1942 Mont Valérien, erschossen             | Direktor der Pariser Architekturschule           | (Phill)                                                                            |      |
| Marcel Follet                               | [ 10 ]        | 1913 in Calais (Pas-de-Calais)                             | 1943 im Fort de Bondues (Nord), erschossen |                                                  | Réseau Alibi Jean de Vienne                                                        |      |
| Jean Marie Gourcy „Gaston“                  |               | 1916                                                       | 1995                                       |                                                  |                                                                                    |      |
| Alphonse Huyghes (checken!)                 | [ 11 ]        | 1905 in Calais (Pas-de-Calais)                             | 1943 im Fort de Bondues (Nord), erschossen | Mitarbeiter bei der SNCF                         | Mitglied der Netzwerke Réseau Alliance und Liberation-Nord                         |      |
| Roger Jouan (checken)                       |               | 1924 in Rennes                                             | 2019 in Laillé                             |                                                  |                                                                                    |      |
| Jean Jonquet                                |               |                                                            |                                            |                                                  |                                                                                    |      |
| Jacques Kellner                             | [ 12 ]        | 1894 in Paris                                              | 1942 Mont Valérien, erschossen             | Industrieller, Luftfahrtfabrik Kellner-Béchereau | (Phill)                                                                            |      |
| François de La Rocque                       | [ 13 ] [ 14 ] | 1885 in Lorient, Département Morbihan                      | 1946 in Paris                              | Politiker                                        | Gründer Réseau Klan                                                                |      |
| Pierre Lépine                               |               |                                                            |                                            |                                                  | Réseau Klan                                                                        |      |
| Georges Auguste Paulin                      | [ 15 ]        | 1902 in Paris                                              | 1942 Mont Valérien, erschossen             | Zahnarzt, Automobildesigner / Aerodynamiker      | (Phill)                                                                            |      |
| Max Ösch                                    |               |                                                            |                                            |                                                  |                                                                                    |      |
| Roger Léopold Alfred Raven                  | [ 16 ]        | 1911 in Colombes (Seine, Hauts-de-Seine)                   | 1942 Mont Valérien, erschossen             | Prototypenbauer (Autos)                          | (Phill)                                                                            |      |
| Georges Riché                               |               | 1892 in Charleville                                        | 1980 in Paris                              | Bankdirektor, Politiker, Unternehmer             | Réseau Klan                                                                        |      |
| Marius Antonin Roubille                     | [ 17 ]        |                                                            | 1945 KZ Gusen                              | SNCF-Mitarbeiter                                 | Tödliche Injektion durch SS-Arzt im April 1945                                     |      |
| William Sharp (checken)                     | [ 18 ]        | 1893 in Dover (Großbritannien)                             | 1943 im Fort de Bondues (Nord), erschossen | Dolmetscher                                      | Pat O’Leary-Netzwerk                                                               |      |
| Aileen Mary Sleator                         |               |                                                            |                                            |                                                  |                                                                                    |      |
| Guy Thomas (checken)                        |               |                                                            |                                            |                                                  |                                                                                    |      |
| Pierre Virlogeux                            | [ 19 ]        | 1903 in Cérilly (Allier)                                   | 1944 in Riom (Puy-de-Dôme)                 | Keramiker, Geschäftsführer                       | Kommandeur der MUR der Auvergne, „Tod für Frankreich“ (Selbstmord in seiner Zelle) |      |

Unklar ob Mitglied: Alphonse Huyghes / William Sharp / François de La Rocque / Guy Chatillon / Roger Jouan / Guy Thomas